# Provincia Ang Thong
Ang Thong (în thailandeză อ่างทอง) este o provincie (changwat) din Thailanda. Situată în regiunea de Centru, provincia Ang Thong are în componența sa 7 districte (amphoe), 81 de sub-districte (tambon) și 513 de sate (muban). 
Cu o populație de 284.836 de locuitori și o suprafață totală de 968,4 km2, Ang Thong este a 69-a provincie din Thailanda ca mărime după numărul populației și a 71-a după mărimea suprafeței.